# غریزه (فیلم ۱۹۹۹)
غریزه (انگلیسی: Instinct) فیلمی آمریکایی است به کارگردانی جان ترتل‌تاب که در سال ۱۹۹۹ اکران شد.
غریزه یک فیلم تریلر روانشناسانه آمریکایی محصول سال ۱۹۹۹ به کارگردانی جان ترتلتاب و با بازی آنتونی هاپکینز، کوبا گودینگ جونیور، دونالد ساترلند، مورا تیرنی، جورج دزوندزا و جان اشتون است. این فیلم الهام گرفته از رمان اسماعیل، نوشته دنیل کوئین، است.در ایالات متحده، این فیلم عنوان موقت «اسماعیل» را داشت. در سال ۲۰۰۰، این فیلم نامزد و برنده جایزه جنسیس در بخش فیلم بلند شد. این اولین فیلم تولید شده توسط اسپایگلس انترتینمنت بود.

## موضوع فیلم
این فیلم ذهن انسان‌شناسی به نام ایتان پاول را بررسی می‌کند که چند سالی مفقود شده بود و در جنگل نفوذناپذیر بویندی اوگاندا با گوریل‌های کوهستانی زندگی می‌کرد. او به جرم کشتن و زخمی کردن چندین نفر که ظاهراً محیط‌بان پارک‌های طبیعی در شرق آفریقا بودند، محکوم و به زندان فرستاده می‌شود. تئو کالدر، روانپزشک جوان و باهوش، سعی می‌کند بفهمد که چرا او آنها را کشته است، اما درگیر تلاشی برای یادگیری تاریخ و ماهیت واقعی بشر می‌شود و اظهار می‌کند که تمدن به طور پیوسته جهان طبیعی را نابود کرده است و از انسان‌ها می‌خواهد که این کار را رها کنند. در نهایت مشخص می‌شود که در طول اقامت پاول با گوریل‌ها، آنها او را به عنوان عضوی از گروه خود پذیرفته‌اند. او در تلاش بود تا از خانواده میمون‌های بزرگ خود محافظت کند که شکارچیان غیرقانونی از راه رسیدند و شروع به تیراندازی به آنها کردند. او فرصتی برای افشای حقیقت پیدا می‌کند، اما حمله یک نگهبان شرور به یک زندانی دیگر باعث می‌شود که پاول گوریل‌های کشته شده را به یاد بیاورد، در این مرحله او با خشونت به نگهبان حمله می‌کند تا او را متوقف کند، مهار می‌شود و دوباره صحبت کردن را متوقف می‌کند. در پایان فیلم، پاول با استفاده از یک خودکار برای کندن قفل پنجره از زندان فرار می‌کند و به آفریقا بازمی‌گردد.

## بازیگران
- آنتونی هاپکینز در نقش دکتر ایتان پاول
- کوبا گودینگ جونیور در نقش دکتر تئو کالدر
- دونالد ساترلند در نقش پروفسور بن هیلارد
- مورا تیرنی در نقش لین پاول
- جورج دزوندزا در نقش دکتر جان موری
- جان اشتون به عنوان داکس
- جان ایلوارد در نقش سرپرست کیفر
- ایوان کول در نقش دکتر مرزوئز
- رکس لین به عنوان آلن

- تریسی الیس در نقش آنی

- مارک مک‌کالی در نقش فولی

- ورن ترویر در نقش گوریل

- توری کیتلز در نقش زندانی

## تولید
ولفگانگ پترسن در ابتدا به دنبال کارگردانی فیلم بود، اما به همراه شریکش گیل کاتز، تهیه‌کننده اجرایی آن شدند.
فیلمبرداری اصلی در ۲۵ ژانویه ۱۹۹۸ آغاز شد و در ۷ آگوست به پایان رسید.
بوئنا ویستا پیکچرز توزیع فیلم در آمریکای شمالی را بر عهده داشت، در حالی که اسپایگلس انترتینمنت فروش بین‌المللی را بر عهده داشت. بوئنا ویستا اینترنشنال حق توزیع فیلم در بریتانیا، استرالیا و آمریکای لاتین را بر عهده داشت.

## بازخورد
این فیلم نقدهای متفاوتی دریافت کرد. وب‌سایت جمع‌آوری نقدهای راتن تومیتوز بر اساس نقدهای ۶۵ منتقد، امتیاز ۲۶٪ را به فیلم می‌دهد. نظر کلی این سایت این است: «یک داستان پیچیده و قابل پیش‌بینی، اجراها را تحت الشعاع قرار می‌دهد.»متاکریتیک بر اساس نظرات ۲۳ منتقد، امتیاز میانگین وزنی ۴۳ از ۱۰۰ را به فیلم می‌دهد که نشان‌دهنده‌ی نقدهای «مختلط یا متوسط» است.
جیمز براردینلی به فیلم امتیاز ۲.۵ از ۴ را داد و آن را دارای «کارگردانی قوی و بازی‌های خوب» توصیف کرد.
راجر ایبرت از شیکاگو سان تایمز به فیلم ۱.۵ ستاره از ۴ ستاره داد.
گیشه
این فیلم در گیشه عملکرد ضعیفی داشت و تنها ۳۴،۱۰۵،۲۰۷ دلار در ایالات متحده و کانادا فروش داشت.این فیلم به خاطر مضامین حقوق حیوانات، جایزه جنسیس را از آن خود کرد.در روز نمایش افتتاحیه این فیلم در اورلاندو، فلوریدا، کوبا گودینگ جونیور اثر دست خود را بر روی ستاره‌ای در بیرون تئاتر چینی‌ها در استودیوهای ام جی ام، پارکی در والت دیزنی ورلد، اضافه کرد. این پیاده‌روی مشاهیر، کپی پیاده‌روی مشاهیر معروف در هالیوود، کالیفرنیا است.